# Mafia III
Mafia III est un jeu vidéo de tir à la troisième personne développé par Hangar 13, et édité par 2K Games, annoncé le 28 juillet 2015 et sorti le 7 octobre 2016.
C'est la suite des jeux Mafia: The City of Lost Heaven, sorti en 2002, et Mafia II, sorti en 2010. Il est disponible pour les plateformes PC, PS4 et Xbox One.
L'action se déroule à New Bordeaux, une version alternative de La Nouvelle-Orléans, en 1968.
Le jeu suit Lincoln Clay, le personnage principal, qui est de retour à New Bordeaux de la guerre du Viêt Nam. À son retour, il participe à un casse qui a bien marché, mais sa "famille", a été massacré par des mafieux italiens, tout en le laissant pour mort. Avec l'aide de son ami John Donovan, agent à la CIA, Lincoln cherchera à se venger.Les questions raciales et le débat sur la guerre du Vietnam sont largement soulevés dans l'histoire qui est imprégnée de la culture de la Nouvelle-Orléans. À cette période qui correspond à la fin des années 60, Martin Luther King vient d'être assassiné tandis qu'en parallèle les protestations anti-guerre se font de plus en plus pressantes.

## Trame

### Synopsis
1968, New Bordeaux. De retour du Viet Nam, Lincoln Clay retrouve sa famille d'adoption : les Robinson. Sammy Robinson est le dirigeant de la pègre noire de Del Rey et son fils, Ellis, est son bras droit. Lincoln découvre que Sammy a d'importants problèmes d'argent : en conflit avec la mafia haïtienne, il n'a pas réussi à payer Sal Marcano, le parrain de la mafia italienne de New Bordeaux.
Afin d'aider sa famille, Lincoln retrouve et élimine Baka, le chef de la mafia haïtienne et libère une femme qui était retenue prisonnière. Ses actions attisent la curiosité des Marcano. Pendant un entretien avec Sal, Lincoln retrouve son ami Georgi Marcano et rencontre un certain Vito Scaletta. Le patriarche de la mafia italienne expose un nouveau plan : Georgi, Ellis, Danny Burke et Lincoln profiterons d'un transfert d'argent pas encore détruit pour pénétrer dans le coffre fort de la banque fédérale et tout emporter, ce qui représenterait 7 millions de dollars. Mais quand Sal propose à Lincoln de prendre la tête de Del Rey, celui-ci refuse par loyauté pour Sammy.
Malgré de nombreux imprévus, le braquage est une réussite et le groupe se retrouve chez Sammy pour fêter leur succès. Sal Marcano s'invite lui aussi aux réjouissances mais révèle son véritable plan : il abat Sammy tandis que Georgi tire sur Lincoln. Les membres de la mafia italienne récupèrent l'argent du braquage et mettent le feu au bar, laissant tous ses occupants pour morts.
Le père James parvient néanmoins à sortir Lincoln du bar. Avant de perdre connaissance, il demande au prêtre d'appeler John Donovan. Ce dernier est un agent de la CIA que Lincoln a rencontré pendant la guerre. Lors de sa convalescence, les deux vétérans préparent un plan pour se venger de Sal Marcano et lui faire perdre le contrôle de la ville.
Tout comme les stratégies utilisées au Viet Nam, Lincoln et John vont s'allier avec les ennemis des Marcano et detruire la mafia italienne en commençant par les fondations. Durant l'aventure, Lincoln sera donc aidé de Thomas Burke (leader de la mafia irlandaise, qui souhaite aussi venger la mort de son fils Danny), Cassandra (la prisonnière de Baka, en réalité dirigeante de la mafia haïtienne) et Vito Scaletta (fait prisonnier des Marcano après le braquage, il souhaite devenir un des leaders de la ville).
Lincoln commence par éliminer Ritchie Doucet, le remplaçant de Sammy, placé par Marcano. Il livre Joe Barbieri à Thomas et Michael Grecco à Vito. Grecco avouera sous la torture que Sal Marcano fait construire un casino, car il souhaite que son business devienne légal. En neutralisant le comptable des Marcano, Tony Derazio, Lincoln découvre que Sal dépense des fortunes pour corrompre les juges et rendre les jeux d'argent légaux. Quand le juge Holden est abattu, les Marcano doivent se rabattre sur un autre fonctionnaire. Ils choisissent le Sénateur Jacobs et lui offre une soirée arrosée à bord d'un bateau à vapeur. Mais c'était sans compter sur Lincoln, qui élimine Jacobs et Lou. Frank Pagani, un des lieutenant de Marcano, confie à Lincoln que durant le braquage, Georgi a volé des plaques pour fabriquer des faux billets. C'est Tommy Marcano qui se charge de la production des billets, Lincoln s'infiltre alors dans son club de boxe pour le tuer et récupère les plaques pour qu'elles ne soit pas utilisées. Enzo Conti, un autre lieutenant qui était ami avec Sammy, collabore avec Lincoln car il est contre la construction du casino. Il lui suggère de se pencher sur Remy Duvall, un animateur d'une émission radiophonique et dirigeant de Southern Union (sorte de Ku Klux Klan) et qui possède le terrain du casino. Lincoln le tue lors d'un rassemblement de racistes, ce qui bouscule largement les plans de Sal. Olivia Marcano, la belle-sœur du patriarche, propose de s'arranger avec Stephen Deggarmo, qui a hérité du terrain. Deggarmo refuse de signer mais est sauvé par Lincoln Clay, qui épargne tout de même Olivia. On apprendra plus tard qu'elle est morte de la main de Georgi.
Désemparés, Sal et Giorgi se retranchent dans le casino et attendent la venue de Lincoln avec leurs derniers hommes de mains. Mais Lincoln se fraye un chemin à travers l'établissement et finit par tuer le père et son fils. Peu après, Léo Galante vient à sa rencontre et lui propose  de s'occuper de New Bordeaux en échange de 20 % de tous les bénéfices, le même accord qu'il avait passé avec les Marcano.
Trois choix s'offrent alors à Lincoln : partir de la ville et commencer une nouvelle vie, prendre la suite de Sal et devenir le nouveau parrain de New Bordeaux ou éliminer ses trois alliés pour régner seul. Si Lincoln part, le Père James racontera qu'il ne l'a plus jamais vu mais qu'il recevait des cartes postales de temps à autre. S'il décide de rester avec ses alliés, on apprendra que Lincoln a étendu son empire à tous le sud des États-Unis et est devenu un grand philanthrope. Enfin, s'il abat Cassandra, Burke et Vito, le Père James avouera que c'est lui qui a piégé la voiture de Lincoln et donc, causé sa mort.
En 1971, John Donovan confronte le sénateur Blake quant à son implication dans l'assassinat de John Fitzgerald Kennedy. Sous couvert de témoigner sur sa participation à la vengeance de Lincoln, l'agent de la CIA voulait en réalité approcher le sénateur. En effet, pendant son enquête sur Sal Marcano, il découvre que Blake faisait aussi partie du groupe de conspirateurs qui ont éliminé le président. John l'abat sous l’œil des caméras.

### Personnages
- Lincoln Clay (Alex Hernandez) : Le personnage principal du jeu. Afro-américain, c'est un vétéran de la guerre du Viêt Nam qui veut démarrer une nouvelle vie et créer son gang.
- Thomas Burke (Barry O'Rourke) : Lieutenant de Lincoln Clay et d'origine nord irlandaise, il contrôle la pègre locale dans le quartier de "Pointe Verdun". Avec sa fille Nicki, ils gèrent le trafic de voiture volées et distillent de l'alcool de contrebande. Burke s'allie à Lincoln pour se venger de Marcano qui a tué son fils de ses mains lors de l'incendie du bar de Sammy Robinson. En tant que descendant d'irlandais, Burke fait croire à Lincoln qu'il doit ravitailler la rébellion irlandaise en voiture. On apprend durant l'aventure, en faisant toutes les missions « L'IRA ne demande pas » que Burke n'a jamais eu de contact avec les indépendantistes irlandais et a utilisé l'argent pour « sécuriser l'avenir de Nicki ». Burke avoue à Lincoln qu'il a un cancer du foie et qu'il n'a plus que six mois à vivre. Il veut donc permettre à sa fille de vivre sans avoir à faire les erreurs de son père, c'est-à-dire le trafic, les meurtres, les trahisons, et  tous les autres crimes que Burke a dû commettre, et qui a mené à la mort de son propre fils.
- Sal Marcano : Parrain de la Ville de New Bordeaux, il a organisé le meurtre de Sammy Robinson, Lincoln Clay, Ellis Robinson et Danny Burke.
- Sammy Robinson : chef du quartier de Delray Hollow, c'est le père d'Ellis Robinson et le père adoptif de Lincoln Clay.
- Vito Scaletta : protagoniste de Mafia II, Vito deviendra un allié de Lincoln après s'être fait trahir par Sal Marcano.
- John Donovan : agent de la Central Intelligence Agency (CIA), il a connu Lincoln Clay alors qu'ils étaient présents au Viêt Nam durant la guerre, John sera un allié précieux pour Lincoln dans sa traque contre le clan Marcano.

## Système de jeu
Le jeu se déroule dans un monde ouvert.
Les phases de jeu peuvent être approchées de diverses manières. Le joueur peut choisir d'opter pour une approche brutale ou furtive. Certaines voies d'accès étant plus propices à la discrétion que d'autres. Le joueur a la possibilité de voir ses ennemis à travers les murs. Pour cela il devra au préalable réunir des informations sur ses opposants, par exemple en procédant à des écoutes téléphoniques.

## Développement

### Rumeurs
Take 2 a révélé fin 2010 que Mafia III était en développement et qu'il serait lancé dans les années à venir.
En mars 2014, un appel au casting est lancé pour recruter des acteurs pour du doublage et de la capture de mouvement. On y trouve la description de trois personnages : Franklin, Tony et Mickey, des personnages qui auront un accent typique de la Louisiane et de l'Italie.
En janvier 2015, l'acteur qui interprète Vito Scaletta le personnage principal de Mafia II, Rick Pasqualone, annonce à propos de Mafia III « might have some exciting Mafia news very soon », soit en français « j'aurais bientôt des informations excitantes sur Mafia ».

### Annonce
Le jeu est annoncé officiellement sur le compte Twitter de 2K Games le 28 juillet 2015. La première bande-annonce du jeu et les premières démonstrations à la presse sont présentées à la Gamescom 2015.
À noter que le développeur 2K Czech, qui a réalisé les précédents épisodes de la série, a aidé Hangar 13 en tant que consultant.

## Musique
L'univers sonore est composé de noms célèbres tels que Jimi Hendrix ou les Rolling Stones, la musique Paint It Black ayant été entendue durant les démonstrations à la Gamescom 2015.
L'ambiance sonore, très bien ancrée dans les années 1960 par ses musiques, est particulièrement bien appréciée par la presse à la sortie du jeu. Même si le site Xboxygen constate que celle-ci est trop classique.

## Accueil

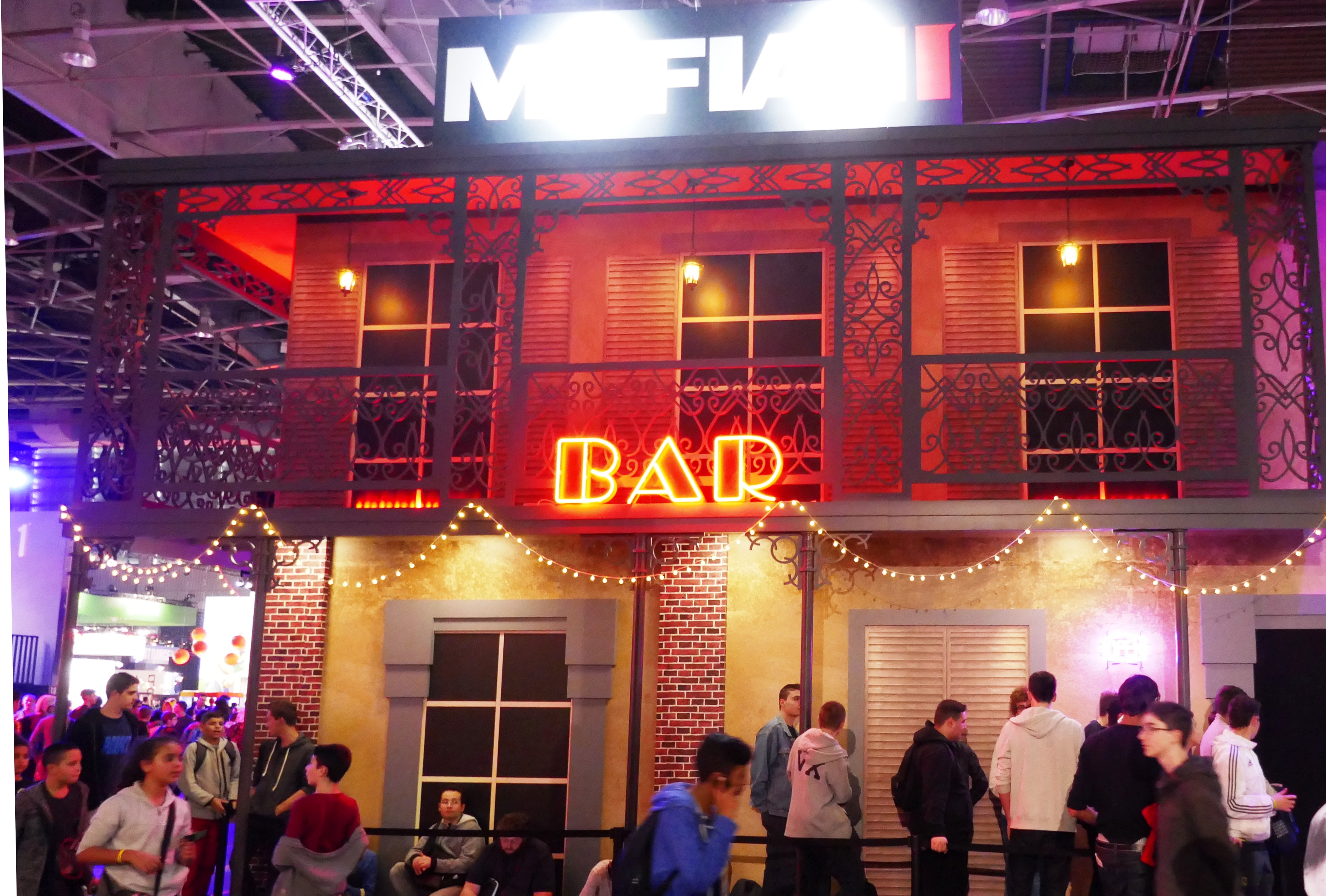
Stand Mafia III à la Paris Games Week 2016

Mafia III reçoit des critiques mitigées lors de sa sortie mondiale le 7 octobre 2016. Parmi ses points forts sont cités le scénario et sa réalisation, l'ambiance des années 1960 et la bande son. Les agrégateurs d'avis GameRankings et Metacritic ont respectivement noté la version PlayStation 4, 68% et 68/100, 65% et 68/100 la version Xbox One, et la version Microsoft Windows 55% et 61/100.
Mafia 3 n'a pas convaincu la presse, ni les joueurs. Une note de 14 / 20 lui est attribuée par le site Jeuxvideo.com, regrettant un jeu très répétitif, avec des graphismes en deçà du niveau actuel et des problèmes d'intelligence artificielle importants. Le site Gamekult lui attribue la note de 5/10, notant aussi que le jeu est très répétitif, les problèmes d’intelligence artificielle et un monde ouvert décevant graphiquement et en termes de contenu.
Sur Steam, le jeu rassemble seulement 43 % d'avis positifs sur plus de 10 000 critiques de joueurs; score qui tombe à 37 % si l'on prend seulement les avis récents (les 30 derniers jours en date du 10 janvier 2017) tandis que son prédécesseur affiche 94 % d'avis positifs sur près de 20 000 critiques,.

## Ventes
Malgré les critiques tièdes de la presse et des joueurs, le jeu s'écoule (c'est-à-dire les ventes d'exemplaires livrés en magasins ainsi que les ventes numériques) tout de même à 4,5 millions d'exemplaires la semaine de sa sortie.
Au 31 décembre 2016, l'éditeur annonce que le jeu s'est vendu à 5 millions d'exemplaires.